# El rizo robado
El rizo robado (The Rape of the Lock) es un poema narrativo escrito por Alexander Pope.
El poema satiriza una pequeña disputa comparándola con el épico mundo de los dioses. Está basado en un incidente contado por el amigo de Pope, John Caryll. Arabella Fermor y su pretendiente, Lord Petre, provenían de familias aristocráticas y católicas en un periodo de Inglaterra en el que el catolicismo estaba prohibido. Petre, loco de amor por Arabella, le cortó un mechón sin permiso, creando un conflicto entre las dos familias. Pope escribió el poema a petición de sus amigos en un intento de mezclarlos de una manera cómica. Utilizó el carácter de Belinda para representar a Arabella e introdujo un sistema de sílfides, o espíritus guardianes de las vírgenes, una versión en clave de parodia de los cuentos épicos tradicionales sobre los dioses.
El poema de Pope satiriza las tradiciones de la épica clásica: el rapto de Helena de Troya se convierte aquí en el robo de un mechón de pelo; los dioses se transforman en diminutas sílfides; el viaje de Eneas hasta el Tíber se convierte en el viaje de Belinda hasta el Támesis y la descripción del escudo de Aquiles pasa a ser la descripción de las enaguas de Belinda. También mantiene el estilo épico al hacer invocaciones, lamentaciones, exclamaciones y similares y, en algunos casos, parodia conversaciones imitando el estilo de la Ilíada de Homero. 
Aunque el poema es tremendamente divertido en ocasiones, Pope siempre mantiene la idea de que la belleza es frágil, y la pérdida de un mechón le afecta profundamente a Belinda. Como deja claro la introducción, las mujeres en aquel periodo tenían un papel esencialmente decorativo en lugar de racional, y la pérdida de la belleza era un asunto serio.

## Influencia
Tres satélites de Urano reciben el nombre de personajes de este poema: Belinda, Umbriel y Ariel.